# Arco di Porta Nuova
L'Arco di Porta Nuova è una porta cittadina ad arco monumentale, di costruzione settecentesca, che adorna uno degli ingressi al centro storico della città di Caravaggio, in Lombardia. Il viale che diparte dall'Arco, della lunghezza complessiva di circa due chilometri, congiunge il centro dell'abitato con il Santuario di Caravaggio. È da non confondere con l'omonima Porta Nuova nella città di Palermo.

## Storia
L'Arco fu eretto in occasione dell'Incoronazione della Beata Vergine al Santuario, concessa nel 1708 da Roma e celebrata nel 1710; fu terminato nel 1709 e inaugurato il 29 settembre 1710 in coincidenza con i festeggiamenti per l'incoronazione.

## Struttura

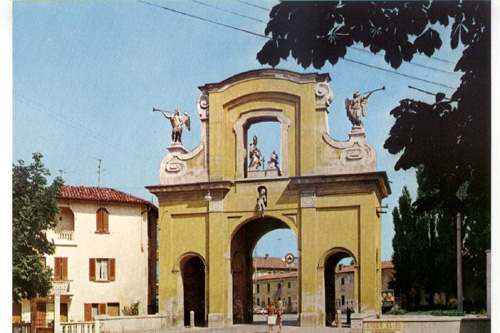
L'Arco di Porta Nuova, in una cartolina d'epoca.

Le porte laterali sono sovrastate da due angeli di marmo rustico, raffigurati nell'atto di suonare due trombe di rame; la nicchia che sovrasta la porta centrale campeggia un gruppo marmoreo, di autore ignoto, che rappresenta l'apparizione della Madonna di Caravaggio a Giannetta Varoli. Più sotto, all'interno di una nicchia, è raffigurato un putto, che tiene in mano un giglio dorato (simbolo cattolico della Madonna) proteso in direzione del Santuario. Sfortunatamente la mano del putto è andata perduta negli anni 1990, quando si è staccata dal gruppo marmoreo ed è caduta al suolo, danneggiandosi irreparabilmente.